# Dan Povenmire
Dan Kingsley Povenmire (* 18. září 1963 San Diego) je americký režisér, dabér, animátor, scenárista a televizní producent. Je známý hlavně jako autor seriálů Phineas a Ferb (2007–2015) a Milo a Murphyho zákon (2016–2019), kde zároveň propůjčil hlas některým postavám, například Dr. Dutošvarcovi. Režíroval také epizody v seriálech Griffinovi, Spongebob v kalhotách a Rocko's Modern Life. Za svou práci byl nominován na několik cen, jakými jsou třeba BAFTA, Annie nebo několik cen Emmy. Jeho životním spolupracovníkem je Jeff „Swampy“ Marsh.

## Život
Povenmire se narodil v roce 1963 v San Diegu, ale vyrůstal ve městě Mobile v Alabamě. S kreslením začal už ve dvou letech. Jeho prvními pokusy o animaci byly flipbooky, které vytvářel ve svých školních učebnicích. Jeho vzory byly v té době animátoři Chuck Jones a Hajao Mijazaki.
Během studia na University of South Alabama vytvořil svůj první úspěšný komiksový strip Life is a Fish o soužití zlaté rybky se svými studentskými majiteli. Při studiu si přivydělával jako číšník. V roce 1985 se rozhodl dát na filmovou dráhu a přestoupil na Univezitu Jižní Kalifornie (USC).
Brzy po příchodu na USC se mu podařilo dostat svůj komiks Life is a Fish do univerzitních novin, kde vycházel denně, a vydělal 14 000 dolarů prodejem doprovodného materiálu s tematikou tohoto komiksu. Pomocí těchto peněz si mohl chvíli dovolit žít jako pouliční umělec poté, co se rozhodl odejít ze školy, aniž by ji dokončil.

## Kariéra

### Začátky
Jeho první profesionální zakázkou byla 2 minutová animovaná sekvence pro projekt Tommyho Chonga Far Out Man. Do svých 24 let se živil jako animátor na volné noze, pracoval na několika animovaných seriálech, jako třeba Želvy ninja.

### SimpsonoviaRocko's Modern Life
V 90. letech si našel práci pro seriál Simpsonovi. Měl stůl naproti Jeffreymu Marshovi, s kterým sdílel podobný humor a hudební vkus. Stali se přáteli a později s ním spolupracoval na dalších projektech. Práce na seriálu Simpsonovi byla kvůli opakovanému propouštění animátorů na 2 až 3 měsíce a jejich opětovnému zaměstnávání nakonzistentní. Povenmirovi se během této pauzy podařilo najít dočasnou pozici u seriálu Rocko's Modern Life. Ačkoliv tím chtěl pouze vyplnit prostoj mezi další výrobou Simpsonových, práce ho začala bavit a tak zanechal Simpsonovi, aby se mohl věnovat Rocko's Modern Life na plný úvazek. Zde se opět setkal s Jeffreym Marshem a společně vytvořili pro ně charakteristický styl s hudebními čísly a honičkami.

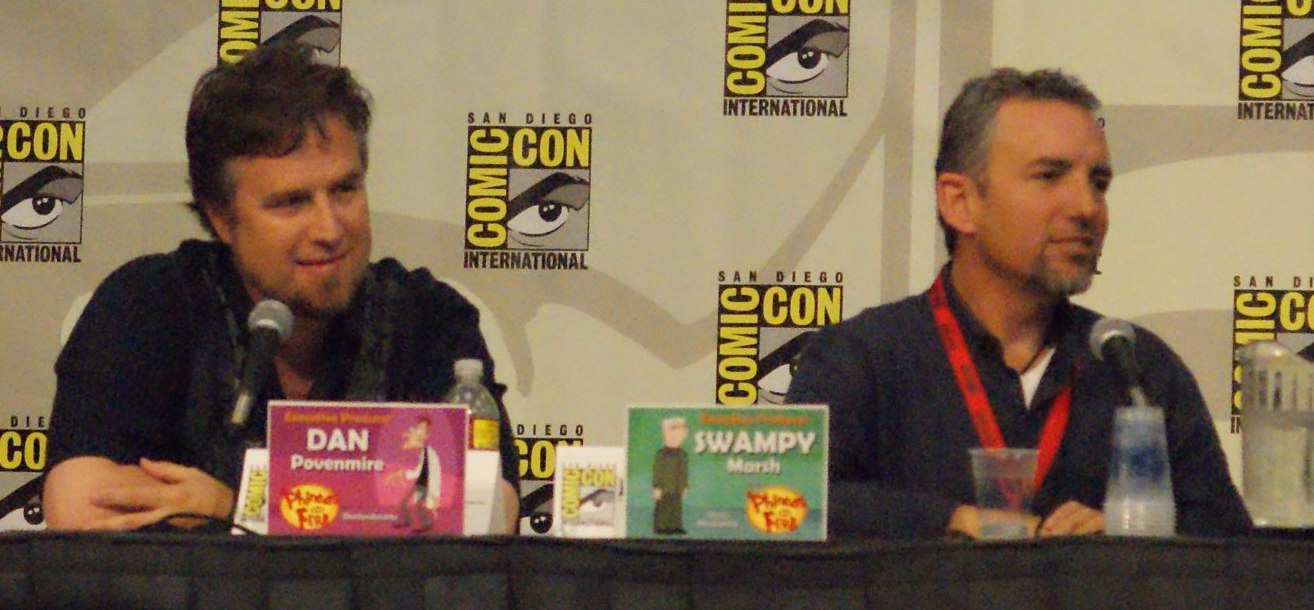
Dan Povenmire a Jeff „Swampy” Marsh v roce 2009.

### GriffinoviaSpongebob v kalhotách
Režíroval některé díly seriálu Griffinovi a za práci na něm byl nominován na několik cen. Během krátké doby, kdy byl seriál pozastaven, mu byla nabidnuta práce pro Spongeboba v kalhotách, pro který napsal některé díly druhé série (Noční směna, Závody kuchařů, Boj s červem) a složil písničku k táboráku zpívanou v díle 3. sérii s názvem Kempování.

### Phineas a Ferbuniversum
V roce 1993 začali s Marshem pracovat na seriálu Phineas a Ferb. Trvalo jim asi 14 let, než přesvědčili nějakou společnost, aby seriál přijala. Námětu se později chopila až společnost Walt Disney a Povenmire odešel z práce na Griffinových. V originálním znění je hlasem doktora Dutošvarce a několika vedlejších postav. Vzhled seriálu byl inspirován stylem Texe Averyho, ačkoliv vznikl téměř náhodou, když Povenmire při rodinné večeři v restaurci načrtl trojúhelníkovou hlavu Phinease na papírové prostírání. Skica ho tak zaujala, že si ji nechal a použil ji jako předlohu pro vzhled pořadu. Seriál byl nominován na několik cen.
V roce 2021 vyhrál s ostatními spoluautory cenu Emmy za film Phineas a Ferb ve filmu: Candy proti Vesmíru.
Ve spolupráci s Marshem pokračoval i na seriálu Milo a Murphyho zákon, kde v originále ztvárnil postavu Vinnieho Dakoty a doktora Dutošvarce.
V roce 2022 měl americkou premiéru Křečík a Gréta – první seriál, na kterém pracoval sám bez pomoci Marshe. Ten v té době pracoval na svých projektech, ale podílel se na dabingu některých postav. Povenmire obsadil do hlavní role Gréty svou dceru Meli Povenmire.